# 鴞頭貝屬
鴞頭貝屬（學名：Stringocephalus）是鴞頭貝科鴞頭貝亞科下已滅絕的一個屬，生存在泥盆紀的海洋中。其化石分布於世界各地。在中国，鴞頭貝屬化石產於广西武宣至象州一帶的中泥盆統東崗嶺組地層。

## 特徵
這類腕足動物的殼體巨大，近球形或橫卵形，表面光滑，僅具有同心生長紋。兩殼呈雙凸型，但腹殼凸度稍高。腹喙尖長，近垂直或強烈彎曲。鉸合線短且彎，具三角雙板。肉莖孔呈卵形，位於三角板上部。腹殼內具高大中板，背中板短，腕環寬長。